# Clusiaceae
Le Clusiacee  (Clusiaceae Lindl., 1836) o Guttiferae (nomen conservandum) sono una famiglia di piante angiosperme dicotiledoni appartenenti all'ordine Malpighiales.

## Tassonomia
La famiglia comprende i seguenti generi:
- Agasthiyamalaia S.Rajkumar & Janarth.
- Allanblackia Oliv.
- Arawakia  L.Marinho
- Chrysochlamys Poepp.
- Clusia Plum. ex L.
- Dystovomita (Engl.) D'Arcy
- Garcinia L.
- Havetiopsis Planch. & Triana
- Lebrunia Staner
- Lorostemon Ducke
- Montrouziera Pancher ex Planch. & Triana
- Moronobea Aubl.
- Nouhuysia Lauterb.
- Pentadesma Sabine
- Platonia Mart.
- Quapoya Aubl.
- Symphonia L.f.
- Thysanostemon Maguire
- Tovomita Aubl.
- Tovomitopsis Planch. & Triana

La classificazione tradizionale (Sistema Cronquist) assegnava questa famiglia all'ordine Theales includendovi anche i generi Ascyrum, Cratoxylum, Eliea, Harungana, Hypericum, Lianthus, Psorospermum, Santomasia, Thornea, Triadenum e Vismia, che la classificazione APG ha segregato nella famiglia Hypericaceae.